# مسابقات جهانی شنا (۲۵ متر) ۲۰۱۲
مسابقات جهانی شنا (۲۵ متر) ۲۰۱۲ یا مسابقات جهانی شنا کورس کوتاه از ۱۲ تا ۱۶ دسامبر ۲۰۱۲ میلادی در استانبول، ترکیه برگزار شده است.

## جدول مدال‌ها
| رتبه  | کشور                | طلا | نقره | برنز | مجموع |
| ۱     | ایالات متحده آمریکا | ۱۱  | ۸    | ۸    | ۲۷    |
| ۲     | چین                 | ۳   | ۵    | ۳    | ۱۱    |
| ۳     | مجارستان            | ۳   | ۴    | ۳    | ۱۰    |
| ۴     | دانمارک             | ۳   | ۲    | ۵    | ۱۰    |
| ۵     | روسیه               | ۲   | ۳    | ۴    | ۹     |
| ۶     | ایتالیا             | ۲   | ۲    | ۰    | ۴     |
| ۷     | آلمان               | ۲   | ۱    | ۱    | ۴     |
| ۷     | ژاپن                | ۲   | ۱    | ۱    | ۴     |
| ۹     | لیتوانی             | ۲   | ۱    | ۰    | ۳     |
| ۱۰    | استرالیا            | ۱   | ۵    | ۳    | ۹     |
| ۱۱    | بریتانیای کبیر      | ۱   | ۲    | ۳    | ۶     |
| ۱۲    | آفریقای جنوبی       | ۱   | ۱    | ۰    | ۲     |
| ۱۳    | اسپانیا             | ۱   | ۰    | ۲    | ۳     |
| ۱۴    | برزیل               | ۱   | ۰    | ۱    | ۲     |
| ۱۴    | نیوزیلند            | ۱   | ۰    | ۱    | ۲     |
| ۱۴    | لهستان              | ۱   | ۰    | ۱    | ۲     |
| ۱۷    | بلاروس              | ۱   | ۰    | ۰    | ۱     |
| ۱۷    | نروژ                | ۱   | ۰    | ۰    | ۱     |
| ۱۷    | اوکراین             | ۱   | ۰    | ۰    | ۱     |
| ۲۰    | جامائیکا            | ۰   | ۲    | ۰    | ۲     |
| ۲۰    | اسلوونی             | ۰   | ۲    | ۰    | ۲     |
| ۲۲    | فرانسه              | ۰   | ۱    | ۱    | ۲     |
| ۲۳    | جمهوری چک           | ۰   | ۰    | ۱    | ۱     |
| ۲۳    | جزایر فارو          | ۰   | ۰    | ۱    | ۱     |
| ۲۳    | ترینیداد و توباگو   | ۰   | ۰    | ۱    | ۱     |
| مجموع | مجموع               | ۴۰  | ۴۰   | ۴۰   | ۱۲۰   |